# Kuriosakabinett

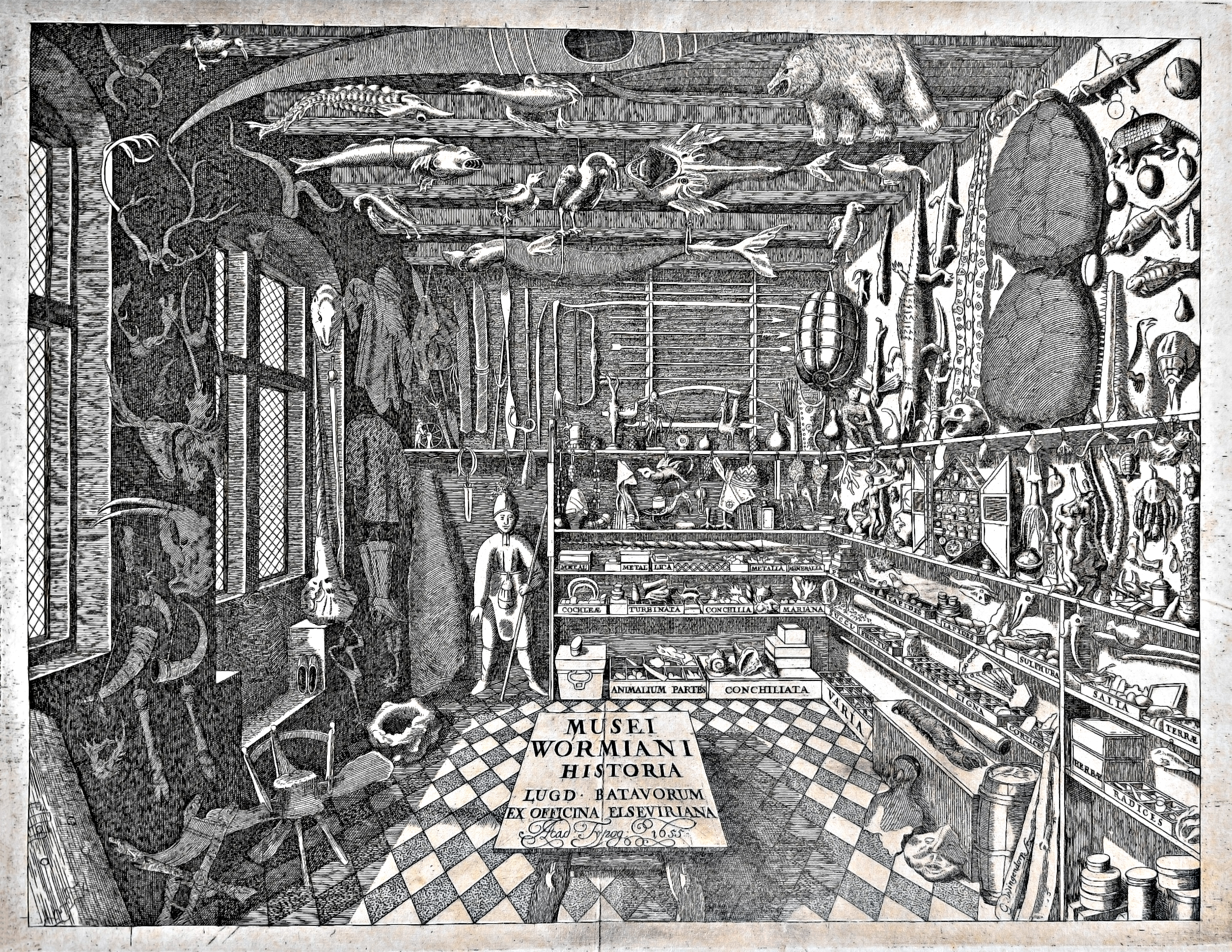
Avbildning av ett kuriosakabinett tillhörande den danske läkaren Ole Worm.

Kuriosakabinett eller wunderkammer (äldre benämning panoptikon) var under renässansen i Europa en privat samling av märkvärdiga föremål. Ett typiskt sådant föremål kunde vara ett uppstoppat vilt djur.
Modet att äga ett kuriosakabinett gav stora möjligheter för affärsmän med rymligt samvete att tjäna pengar. Att kunna erbjuda ett enhörningshorn eller en burk med torkat blod från Stockholms blodbad gav stor vinst.